# William Wyndham Grenville
William Wyndham Grenville (Wotton House, 25 oktober 1759 – Burnham, Buckinghamshire, 12 januari 1834), 1e baron van Grenville, was een Brits Whig-politicus en eerste minister van het Verenigd Koninkrijk van 1806 tot 1807.

## Leven
Hij was de zoon van de eerste minister George Grenville. William Wyndham Grenville studeerde aan het Eton College, de Christ Church van de Universiteit van Oxford en de Lincoln's Inn.
In 1782 werd hij via de invloed van zijn oudere broer George voor Buckingham verkozen in het House of Commons. Kort nadat hij lid van het parlement was geworden, was hij van 1782 tot 1783 hoofd van het secretariaat van Ierland in de regering onder leiding van Shelburne. Toen eind 1783 zijn neef William Pitt de Jongere de nieuwe premier van Groot-Brittannië werd, werd hij in diens regering penningmeester van het leger, wat hij was van 1784 tot 1789.
Hij werd een van de dichtste adviseurs van Pitt de Jongere en een belangrijk lid van de Handels- en Controlekamer, twee centrale agentschappen die Pitt in 1786 als delgingsfondsen had opgericht om de nationale schulden te doen dalen. Van 1786 tot 1789 was hij ondervoorzitter van de Handelskamer. Nadat hij korte tijd parlementsvoorzitter was, werd hij van 1789 tot 1791 minister van Binnenlandse Zaken. In 1790 werd hij als baron Grenville in de Britse adelstand verheven, waardoor hij lid werd van het House of Lords. Van 1794 tot aan zijn dood in 1834 was hij ook auditeur van de schatkist en van 1809 tot 1834 was hij kanselier van de Universiteit van Cambridge.
In 1791 werd hij benoemd tot minister van Buitenlandse Zaken en bleef dit tot in 1801. Hij oefende deze functie in de lange periode van internationale spanningen die ontstaan waren na het uitbreken van de Franse Revolutie. Grenville speelde een belangrijke rol in het sluiten van noodzakelijke allianties zodat Engeland zich kon engageren op het Europese continent en om in Frankrijk een contrarevolutie te kunnen uitlokken. Dit beleid verkoos hij boven het uitbouwen van de marine en de focus op de kolonies, een beleid dat vaak door vorige regeringen werd uitgevoerd. Toen Pitt in 1801 door conflicten over de katholieke emancipatie ontslag nam als premier, dacht Grenville na over een eventuele onderhandelde vrede met Frankrijk, die hij na de Act of Union van Ierland en Groot-Brittannië zeer noodzakelijk vond.
In 1802 sloot de nieuwe premier Henry Addington met Frankrijk de Vrede van Amiens. Grenville was niet tevreden met dit vredesakkoord en sloot zich aan bij de oppositie, waar hij nauw samenwerkte met Whig-leider Charles James Fox. Voortaan zou hij niet meer in een regering stappen als Fox niet in de regering zetelde. Nadat Pitt de Jongere, die in 1804 weer premier geworden was, in 1806 overleed, volgde Grenville hem op als eerste minister. Zijn regering werd satirisch de regering van alle talenten genoemd, omdat zowel Grenville, Fox als Addington er deel van uitmaakten. In een periode van internationale spanningen slaagde deze regering er niet om een geslaagd buitenlands en militair beleid te voeren of een binnenlands beleid te voeren dat de oorlogskosten kon onderhouden.
De grootste verwezenlijking die deze regering uitvoerde was het verbieden van slavenhandel in 1807, waarvan Grenville, die al jarenlang een tegenstander van slavenhandel was, het parlement overtuigde. In maart 1807 viel de regering toen Grenville met koning George III botste over het wetsvoorstel om katholieken in het leger toe te laten tot de rang van generaal. 
Vervolgens ging Grenville in de oppositie en weigerde om in 1812 in de regering te stappen wegens kritiek op de Britse oorlogsvoering tijdens de Spaanse Onafhankelijkheidsoorlog. Meningsverschillen met de vroege aanhangers van Charles James Fox, die in 1806 stierf, en het feit dat de regering erin slaagde om de oorlog te beëindigen, zorgden ervoor dat zijn oppositievoeren niet altijd slaagde en in 1817 stopte hij als oppositieleider. Ook nadat hij in 1823 een beroerte had gekregen, bleef Grenville in de politiek. Hij hield in het parlement nog weinig interventies, maar die waren vaak succesvol. Op het einde van zijn politieke carrière koos Grenville eerder de kant van de Tories, maar stapte niet meer in de regering. In januari 1834 stierf hij.